# Liste der österreichischen Botschafter in Tschechien
Diese Liste der österreichischen diplomatischen Vertreter in Prag enthält alle Leiter der diplomatischen Vertretung Österreichs seit 1919, die in Tschechischen Republik bzw. der Tschechoslowakei akkreditiert waren oder sind.

## Missionschefs
| Ernannt / Akkreditiert       | Name                      | Bemerkungen                                                  | ernannt während der Regierung von | akkreditiert bei Staatsoberhaupt    | Posten verlassen |
| ---------------------------- | ------------------------- | ------------------------------------------------------------ | --------------------------------- | ----------------------------------- | ---------------- |
| Januar 1919 / 11. April 1922 | Ferdinand Marek           | 1919–1922 Geschäftsträger, ab 1922 Gesandter                 | gesamte Erste Republik            | Tomáš Garrigue Masaryk Edvard Beneš | 1938/1945        |
|                              |                           |                                                              |                                   |                                     |                  |
| 1947                         | Adrian Rotter             | Gesandter in der Tschechoslowakei                            | Figl I                            | Edvard Beneš                        | 1948             |
| 1948                         | Rudolf Seemann            | Gesandter                                                    | Figl I und II                     | Klement Gottwald                    | 1950             |
| 1950                         | Meinrad Falser            | Gesandter                                                    | Figl III und Raab I               | Klement Gottwald Antonín Zápotocký  | 1956             |
| 1956                         | Paul Wilhelm-Heininger    | Gesandter                                                    | Raab II                           | Antonín Zápotocký Antonín Novotný   | 1958             |
| 1958                         | Rudolf Ender              | Gesandter                                                    | Raab II und III                   | Antonín Novotný                     | 1960             |
| 1960                         | Heinrich Calice           | Gesandter                                                    | Raab IV bis Klaus II              | Antonín Novotný                     | 1967             |
| 1967                         | Rudolf Kirchschläger      | Gesandter                                                    | Klaus II                          | Antonín Novotný Ludvík Svoboda      | 1970             |
| 1970                         | Georg Schlumberger        | Gesandter, ab 1974: Botschafter                              | Kreisky I und II                  | Ludvík Svoboda                      | 1974             |
| 1975                         | Johann Pasch              | Botschafter                                                  | Kreisky III                       | Gustáv Husák                        | 1979             |
| 1979                         | Heinz Weinberger          | Botschafter                                                  | Kreisky IV                        | Gustáv Husák                        | 1983             |
| 1983                         | Paul Ullmann              | Botschafter                                                  | Sinowatz und Vranitzky I          | Gustáv Husák                        | 1987             |
| 1987                         | Karl Peterlik             | letzter Botschafter Österreichs in der Tschechoslowakei      | Vranitzky II und III              | Gustáv Husák Václav Havel           | 1993             |
| 1993                         | Peter Niesner             | erster Botschafter Österreichs in der Tschechischen Republik | Vranitzky III bis Klima           | Václav Havel                        | 1999             |
| 1999                         | Klas Daublebsky           | Botschafter                                                  | Klima bis Schüssel II             | Václav Havel Václav Klaus           | 2005             |
| 2005                         | Margot Klestil-Löffler    | Botschafterin                                                | Schüssel II bis Faymann I         | Václav Klaus                        | 2009             |
| 2010                         | Ferdinand Trauttmansdorff | Botschafter                                                  | Faymann I und II                  | Václav Klaus Miloš Zeman            | Dez. 2015        |
| Feb. 2016                    | Alexander Grubmayr        | Botschafter                                                  | Faymann II                        | Miloš Zeman                         |                  |
| 2020                         | Bettina Kirnbauer         | Botschafterin                                                | Kurz II                           | Miloš Zeman                         |                  |